# Lo Nunci
|  | No s'ha de confondre amb Lo Nunci, revista del Centre d'Amics de Reus. |

Lo Nunci de vegades Lo Nunci politich y literari és un setmanari humorístic de Catalunya, que va aparèixer del 1877 al 1883, quan va haver de tancar per ordre governatiu. Els caps de redacció n'eren Josep Feliu i Codina i després Conrad Roure. El setmanari que el va succeir, Lo Pregoner, només va aparèixer dues vegades.
Altres col·laboradors van ser Francesc Pelagi Briz i Fernández, Emili Coca i Collado, Apel·les Mestres i Oñós, Joan Molas i Casas i Frederic Soler i Hubert.
| «                                                                       | Que d'avuy endavant, cada dissapte surtirá á Barcelona un diari com aquest qu'ara tenen á las mans, lo qual s'ocupará de tot lo que no li está privat, pegant verdugassada als qu'ho merexin, que per la gracia de Dèu no son pochs, y dihent bé d'aquells que 'n sigan dignes, que per ara no se'n deuhen anar més enllá d'un parell de dotzenas. […] Déu los dongui á tots salut y pessetas y altres cosas que no puch dir. | » |
| — La Redacció, Lo Nunci, Extret de l'editorial del 21 d'octubre de 1877 | |   |